# Priceville
Priceville – miasto w Stanach Zjednoczonych, w stanie Alabama, w hrabstwie Morgan. W roku 2023 miasto zamieszkiwało 3800 osób, a gęstość zaludnienia wynosiła 283,6 osoby/km².